# Crusaders

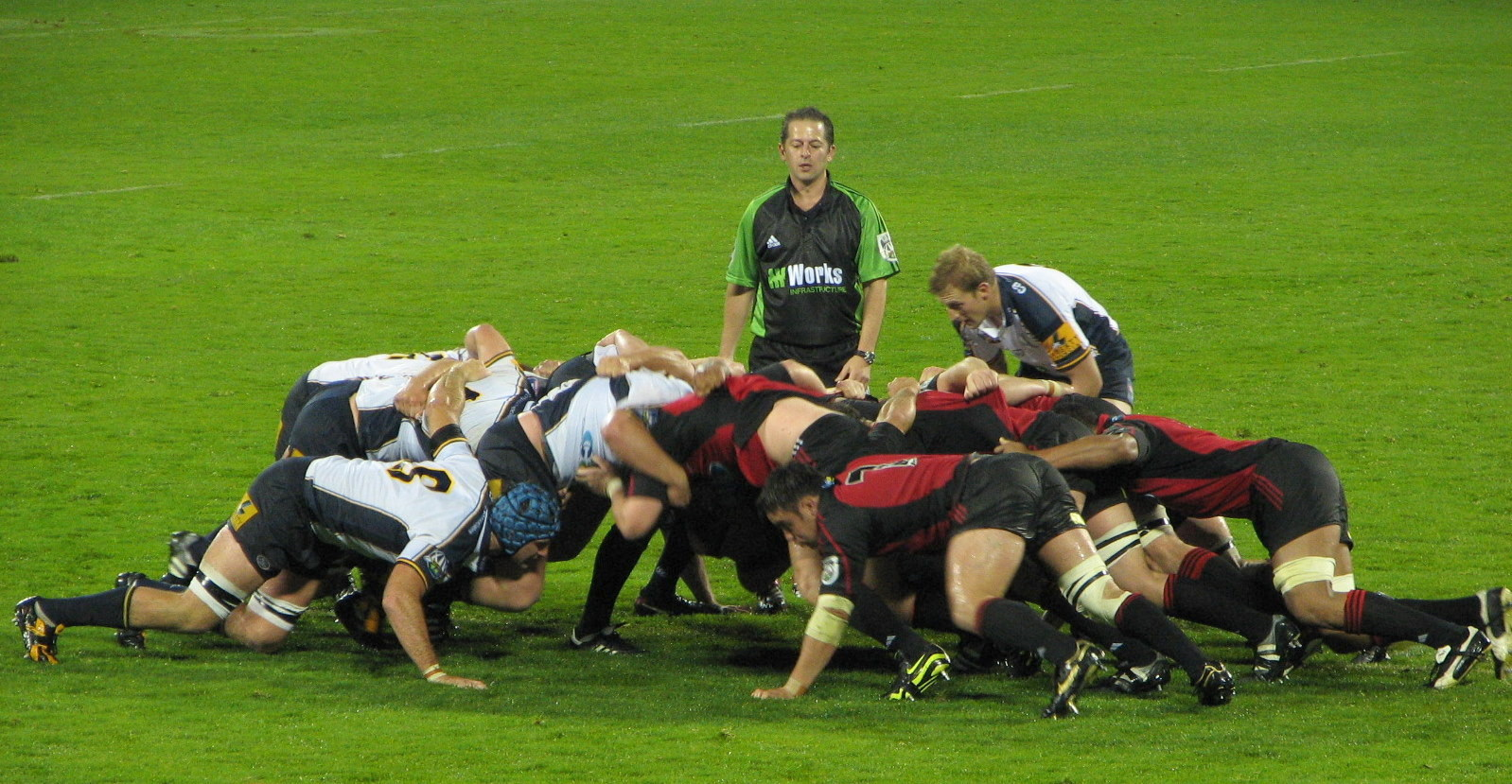
Mischia dei Crusaders contro i Brumbies.

Crusaders, dal 1996 al 1999 Canterbury Crusaders, è una franchise professionistica neozelandese di rugby a 15.
La franchigia nasce nel 1996 per rappresentare nel Super 12 le province rugbistiche di Canterbury, Tasman, South Canterbury, Buller, Mid-Canterbury e West Coast, nell'Isola del Sud, e si trova a Christchurch, che è anche una delle città che ne ospita le gare interne (all'AMI Stadium). I colori sono il rosso e il nero e il simbolo è il cavaliere crociato.
Al 2022 è la franchigia che ha vinto più titoli, 11, e partecipato a più finali, 15.

## Storia

### L'inizio: 1996 e 1997
Il team dei Crusaders nasce come una delle cinque franchigie neozelandesi da schierare nel Super 12. In principio i Crusaders erano chiamati "Canterbury Crusaders". I Crusaders raggruppano le province rugbystiche della parte superiore dell'isola sud della Nuova Zelanda: I Buller, Canterbury, Marlborough, Mid-Canterbury, Nelson Bays, South Canterbury e West Coast.
Il primo team dei Crusaders, nel 1996, era capitanato dall'All Blacks Richard Loe e allenato da Vance Stewart. In quell'annata i Crusaders furono il fanalino di coda del torneo, riuscendo a vincere solo due partite su undici. Fra le loro otto sconfitte, le più pesanti furono quella ad opera dei Blues (49-18) e quella per mano dei Queensland Reds (52-16).
L'anno seguente si aprì con un cambio sia del capitano che sia della guida tecnica, Todd Blackadder sostituì Loe mentre il ruolo di allenatore fu ricoperto da Wayne Smith. Con 5 vittorie, il team terminò la stagione in sesta posizione. I progressi della squadra in quell'anno si manifestarono in maniera lampante nella sconfitta patita per un solo punto (29-28) ad opera dei detentori del titolo: i Blues. Una sconfitta molto più onorevole rispetto a quella subita l'anno precedente dagli stessi Blues (49-18), il match fu segnato dall'uscita del campo di Leon MacDonald a causa di un placcaggio dietro le spalle da parte di Robin Brooke. Con MacDonald fuori dal campo i Blues riuscirono a segnare due mete, una delle quali fu segnata proprio da Robin Brooke, che fu successivamente squalificato per due settimane a causa del suo gesto violento. Nell'ultimo match del 1997 i Crusaders riuscirono a prendersi la rivincita sui Queensland Reds vincendo in casa 48 a 3.

### La tripletta: dal 1998 al 2000
Nel 1998, nonostante avessero cominciato il super 12 con 3 sconfitte in 4 match, i Crusaders vinsero il loro primo titolo grazie ad uno straordinario finale di campionato (7 vittorie consecutive) che permise alla squadra rossonera di classificarsi in seconda posizione e di disputare quindi i play off. In semifinale sconfissero in casa i Coastal Sharks 36 a 32.
La finale si disputò all'Eden Park contro i favoriti Blues. Secondo il tallonatore Crusaders Mark Hammet: "se si fosse fatto un sondaggio nel nostro spogliatoio la settimana prima della partita io e i miei compagni, rispondendo sinceramente, avremmo affermato che i Blues ci avrebbero battuto".
I Crusaders alla fine del primo tempo conducevano la finale 3-0, i Blues però riacciuffarono la partita all'inizio del secondo tempo portandosi avanti 10 a 3. Dopo una meta del Crusader Norm Maxwell il match impattò sul 10 a 10, due calci di punizione a testa portarono il risultato sul 13 pari. Quando ormai il pareggio alla fine dei tempi regolamentari sembrava consolidato, Andrew Mehrtens riuscì ad involarsi al di là della linea di meta e a schiacciare la palla a terra. 
La partita terminò 20 a 13 per i Crusaders. I 10 punti segnati da Mehrtens in finale contribuirono al raggiungimento del suo personale record stagionale di 206 punti. Poco dopo il rientro a Christchurch, sede dello stadio di casa dei Crusaders, la squadra sfilò in parata in mezzo a circa 100000 persone.
Il 1999 fu un altro anno meraviglioso per i Crusaders. Il team terminò la stagione regolare in quarta posizione, riuscendo così a qualificarsi per i play off, in semifinale si scontrò con i favoriti Queensland Reds (che avevano terminato la regular season in prima posizione), battendoli. E giunsero in finale contro gli Highlanders. I Crusaders riuscirono ad imporsi per 24 a 19, la meta decisiva della partita fu segnata dall'ala Afato So'oalo.
Dopo la sconfitta degli All Blacks in semifinale nel mondiale di rugby del 1999 Wayne Smith fu chiamato a sostituire John Hart come coach della nazionale neozelandese. A sostituire Smith fu Robbie Deans, nel primo anno di lavoro di Smith i Crusaders vinsero il loro terzo titolo consecutivo di Super 12. I Crusaders giunsero secondi nella regular season, in semifinale sconfissero gli Highlanders al Jade Stadium per 37 a 15, grazie a due mete finali di Marika Vunibaka. La finale si disputò a Canberra, in Australia, contro i Brumbies. Il clima quella sera fu terribile: il campo era ghiacciato e nevicava copiosamente. Il match rimase sul filo di lana per tutti gli 80 minuti, grazie ad un calcio di punizione finale di Mehrtens i Crusaders riuscirono a ribaltare un match che li vedeva sotto di due punti e a portare a casa la vittoria per 20 a 19. Al 2018 nessuno è riuscito a replicare l'impresa di vincere tre titoli consecutivi, peraltro tutti e tre in trasferta.

### Un nuovo corso: dal 2001 al 2005
Dopo aver vinto per tre volte consecutive il titolo, nel 2001 i Crusaders finirono in decima posizione, il risultato peggiore dal 1996, fu anche l'ultima stagione per capitan Todd Blackadder che l'anno successivo decise di giocare per gli Scozzesi di Edimburgo.
I Crusaders tornarono prepotentemente alla ribalta nel 2002, anno in cui terminarono la stagione di Super 12 imbattuti, vincendo il loro quarto titolo. Fra i loro undici match di regular season c'è anche quello dei record contro i Waratahs terminato 96 a 12. La semifinale li vide opposti agli Highlanders, la partita fu comunque abbastanza agevole per i Crusaders e il risultato finale si fissò sul 34 a 23 per la squadra rossonera.
La finale venne disputata per la prima volta al Jade Stadium, i Crusaders dovettero vedersela, ancora una volta contro i Brumbies che già alla fine del primo tempo erano sotto nel risultato per 11 a 3, all'inizio del secondo tempo riuscirono però a portarsi a un solo punto dagli avversari (14 a 13) prima che i Crusaders dilagassero vincendo la partita per 31 a 13.
La stagione del 2002 fu la prima del nuovo capitano Crusaders Reuben Thorne, che fu anche capitano degli all blacks fino alla fine della coppa del mondo del 2003.
La serie di vittorie dei Crusaders si interruppe nel 2003 contro i Blues che li sconfissero per 39 a 5. Nonostante la serie di vittorie terminò quella notte, Richie McCaw disse a proposito della sconfitta: "in un certo senso fu quasi un sollievo. Alla fine ci avevano battuti, la nostra corsa era finita, finalmente la gente avrebbe smesso parlare di questo record e noi avremmo potuto concentrarci su ogni match, settimana dopo settimana, con più tranquillità". I Crusaders terminarono la stagione in seconda posizione, riuscendo a raggiungere i play off. La semifinale venne disputata all'AMI stadium contro gli Highlanders, allenati da Colin Cooper, un ex assistant-coach dei Crusaders. Nonostante la conoscenza di Cooper del gioco Crusaders, i rossoneri vinsero per 39 a 16.
In finale i Crusaders incontrarono i Blues, guidati da un altro ex assistant-coach dei Crusaders Peter Sloane.
Mark Hammet riuscì a segnare due mete nel primo tempo, portando avanti i rossoneri 10 a 6 al termine dei primi quaranta minuti. I Blues tornarono a condurre 21 a 10 a dieci minuti da termine, i Crusaders segnarono un'altra meta ma non fu abbastanza: furono sconfitti per 21 a 17 e il titolo passò a i Blues.
La stagione 2004 dei Crusaders cominciò con due sconfitte: prima coi Waratahs poi con i Blues e terminarono la stagione regolare ancora al secondo posto. Giocarono la semifinale in casa contro gli Stormers vincendo per 27 a 16. In finale incontrarono i Brumbies, in una rivincita della finale del 2000. I Brumbies dominarono quella finale vincendo l'incontro per 47 a 38.
La stagione 2005 cominciò esattamente come era terminata quella precedente: una vittoria Brumbies in casa contro i rossoneri. I Crusaders terminarono il campionato al vertice della classifica, Richie McCaw che aveva dovuto rimanere fermo per cinque settimane tornò in tempo per la vittoriosa semifinale contro gli Hurricanes. La finale di quell'anno fu giocata in casa contro i Waratahs, che furono sconfitti 35 a 20 (14 a 6 alla fine del primo tempo).
Come riconoscimento per il loro quinto titolo di Super 12 ai Crusaders fu permesso di tenere il trofeo. Al termine della stagione 2005 i Crusaders videro la partenza di due giocatori molto importanti per la squadra: Andrew Mehrtens e Justin Marshall.

### La nuova era: dal 2006 ad oggi
Per il SuperRugby il 2006 è l'anno della svolta, da 12 si passa a 14 squadre. Il torneo prenderà quindi il nome di Super 14. Le due new entry sono Western Force, squadra di Perth in Australia e i Central Cheetahs, squadra delle province nord sudafricane.
In quell'anno i Crusaders andarono vicini a migliorare la loro serie di vittorie fermandosi ancora una volta a quindici dopo un pareggio proprio contro i Western Force, la serie di imbattibilità fu interrotta il turno seguente con una sconfitta in casa degli Stormers di Città del Capo, questa fu l'unica sconfitta patita dei Crusaders in tutta la stagione. La semifinale di Super 14 fu contro i Bulls e fu ancora una volta vittoriosa. La semifinale venne giocata in casa Crusaders contro gli Hurricanes in uno stadio avvolto da una fitta nebbia, per gli spettatori era molto difficile vedere il campo e di conseguenza molti abbandonarono lo stadio. Nonostante le condizioni climatiche proibitive i Crusaders riuscirono a vincere 19 a 12 segnando per altro l'unica meta del match.
All'inizio del 2007 sette Crusaders non riuscirono a giocare le prime 7 partite di Super 14 a causa di un così chiamato "conditioning programme"(programma di raggiungimento della condizione fisica) degli All Blacks. Il conditioning programme era parte della preparazione per i mondiali 2007, i giocatori selezionati per il programma furono in totale 22. Furono però i Crusaders a dare il contributo maggiore di giocatori rispetto a tutti gli altri team del Super 14, i giocatori selezionati furono: Chris Jack, Richie McCaw, Greg Somerville, Reuben Thorne, Daniel Carter, Leon MacDonald, e Aaron Mauger. Sei dei sette giocatori tornarono in tempo per l'ottavo match di regular season contro gli Stormers (Greg Somerville fu fermato da un infortunio). I Crusaders riuscirono a scalare la classifica fino a raggiungere la seconda posizione alla fine della stagione. In semifinale però vennero sconfitti a Pretoria dai Bulls 27 a 12. Il 2007 fu l'anno in cui i Crusaders raggiunsero prima di tutti gli altri team del Super 14 la centesima vittoria nel torneo, ciò avvenne con la vittoria per 53 a 0 al Jade Stadium contro i Western Force.
Il 2008 fu un altro anno di successi per i Crusaders. Terminarono in prima posizione in campionato, sconfissero abbastanza facilmente gli Hurricanes per 33 a 22 e in finale all'AMI stadium batterono i Waratahs 20 a 12, conquistando così il loro settimo titolo. Questa fu l'ultima partita per l'allenatore Robbie Deans, che scelse di andare ad allenare la nazionale australiane e fu anche l'ultimo match per i giocatori Reuben Thorne e Caleb Ralph. Il trasferimento che però ha fatto senza dubbio più scalpore fu quello di Daniel Carter che, dopo i test match con la maglia neozelandese del novembre 2008, decise di accasarsi per sei mesi nel top 14 francese indossando la maglia del Perpignan.
Nel luglio del 2008 venne annunciato il nome del nuovo allenatore, si trattava di una vecchia conoscenza per i Crusaders: Todd Blackadder. Blackadder venne affiancato da altri due importanti personaggi del rugby neozelandese Mark Hammett e Daryl Gibson.
Passarono però ben nove anni, e ben due finali perse, nel 2011 contro i Reds e nel 2014, all'ultimo minuto, contro i Waratahs, per tornare a vincere il trofeo, che nel frattempo aveva preso il nome di Super Rugby, espugnando l'Ellis Park nella finale vinta contro i Lions, facendo il bis l'anno successivo a Christchurch sempre contro i Lions

## Cronologia
| Cronistoria dei Crusaders |
| --- |
| - 1995 · Costituzione della franchigia dei Canterbury Crusaders - 1996 · 12º Super 12 - 1997 · 6º Super 12 - 1998 · 2º Super 12 Campione del Super 12 (1º titolo) - 1999 · 4º Super 12 Campione del Super 12 (2º titolo) - 2000 · Cambio denominazione in Crusaders - 2000 · 2º Super 12 Campione del Super 12 (3º titolo) - 2001 · 10º Super 12 - 2002 · 1º Super 12 Campione del Super 12 (4º titolo) - 2003 · 2º Super 12 (sconfitta in finale per il titolo) - 2004 · 2º Super 12 (sconfitta in finale per il titolo) - 2005 · 1º Super 12 Campione del Super 12 (5º titolo) - 2006 · 1º Super 14 Campione del Super 14 (6º titolo) - 2007 · 3º Super 14 (sconfitta in semifinale) - 2008 · 1º Super 14 Campione del Super 14 (7º titolo) - 2009 · 4º Super 14 (sconfitta in semifinale) - 2010 · 4º Super 14 (sconfitta in semifinale) - 2011 · 1º Conference Nuova Zelanda Super Rugby (sconfitta in finale per il titolo) - 2012 · 2º Conference Nuova Zelanda Super Rugby (sconfitta in semifinale) - 2013 · 2º Conference Nuova Zelanda Super Rugby (sconfitta in semifinale) - 2014 · 1º Conference Nuova Zelanda Super Rugby (sconfitta in finale per il titolo - 2015 · 4º Conference Nuova Zelanda Super Rugby - 2016 · 4º Conference Nuova Zelanda Super Rugby (sconfitta nei quarti di finale) - 2017 · 1º Conference Nuova Zelanda Super Rugby Campione del Super Rugby (8º titolo) - 2018 · 1º Conference Nuova Zelanda Super Rugby Campione del Super Rugby (9º titolo) - 2019 · 3º Conference Nuova Zelanda Super Rugby Campione del Super Rugby (10º titolo) - 2020 · Conference Nuova Zelanda Super Rugby Campione del Super Rugby (11º titolo) - 2022 · Conference Nuova Zelanda Super Rugby Campione del Super Rugby (12º titolo) - 2023 · Conference Nuova Zelanda Super Rugby Campione del Super Rugby (13º titolo) |

## Nome e colori sociali
Il nome Crusaders è stato scelto per riflettere lo spirito del rugby praticato nella provincia neozelandese di Canterbury. Altro nome papabile per la squadra fu Plainsmen (uomini delle pianure), fu però scelto Crusaders per mettere in risalto l'eredità e il profondo legame che la gente di Christchurch avverte nei confronti dell'Inghilterra, essa infatti fu fondata nel XIX secolo proprio da immigranti inglesi e molti sostengono che Christchurch, al di fuori della Gran Bretagna, sia la città più inglese che esista. La squadra adotta i tradizionali colori sociali (rosso e nero) del team rugbystico della provincia di Canterbury.
A seguito dell'Attentati di Christchurch, la franchigia ha messo in discussione il simbolo (il cavaliere crociato) e il nome avviando un'indagine tra i tifosi per scegliere un nome alternativo che, a detta dei dirigenti, dovrebbe cambiare entro il 2021

## Area della squadra
La squadra Crusaders copre le province: Buller, Canterbury, Mid-Canterbury, South Canterbury, Tasman e West Coast. 
Come tutte le franchigie neozelandesi i Crusaders possono, alla fine di ogni anno, trattenere 24 giocatori provenienti dalle zone appartenenti alla loro squadra. Successivamente viene svolto un draft dove tutti i giocatori neozelandesi non trattenuti (in gergo "protetti") da qualsiasi altro team neozelandese possono essere acquisiti per completare la rosa della squadra.
Fino al 2006 Canterbury era l'unica squadra dell'area di influenza dei Crusadersa giocare in prima divisione del National Provincial Championship, di conseguenza la gran parte dei giocatori Crusaders proveniva da quella squadra.  In seguito si è aggiunta la squadra della provincia rugbistica di Tasman.

## Gli stadi
Lo stadio di principale è l'AMI Stadium (ex Lancaster Park e Jade Park) che può contenere fino a 36000 spettatori.
Solitamente i Crusaders ogni anno giocano almeno un match in un altro stadio della zona della squadra, ciò accade di solito quando la nazionale neozelandese di Hockey su prato gioca in casa all'AMI stadium. Gli altri stadi in cui i Crusaders hanno giocato sono il Trafalgar Park, a Nelson, e all'Alpine Energy Stadium, a Timaru. Prima dei match casalinghi viene eseguita la Conquest of Paradise di Vangelis seguita da spettacoli di cavalieri che galoppano intorno al campo.
Nel 2005, vista l'indisponibilità dello stadio a causa dei lavori, i manager Crusaders proposero di disputare i match casalinghi a Melbourne, la New Zealand Rugby Union (NZRU) pose però
il veto a questa possibilità e i match casalinghi dei Crusaders continuarono a disputarsi a Christchurch. Nonostante il veto, sia nel 2006 che 2008 i Crusaders hanno giocato match di pre campionato all'Olympic Park Stadium di Melbourne contro Western Force.

## Allenatori
- 1996  Vance Stewart
- 1997-1999  Wayne Smith
- 2000-2008  Robbie Deans
- 2009-2016  Todd Blackadder
- 2017-  Scott Robertson

## Albo d'oro
- Super Rugby: 12
1998, 1999, 2000, 2002, 2005, 2006, 2008, 2017, 2018, 2019, 2022, 2023
- Super Rugby Aotearoa: 2
2020, 2021

## Record
I Crusaders detengono una serie di record sia nel super 12 che nel super 14: oltre ad essere la squadra che ha vinto più titoli, i Crusaders detengono una serie di record, fra i quali si ricordano il maggior numero di punti e il maggior numero di mete segnate in una partita: nel 2002, infatti, i Crusaders batterono i Waratahs per 96 a 19. In questa partita vennero segnati anche il maggior numero di mete (14) e furono trasformate il maggior numero di conversioni(13). Ironicamente detengono, insieme ad altre sei squadre, anche il record del minor numero di punti segnati in un match: nel 2009, nel match che li vedeva opposti agli Highlanders, non riuscirono a segnare nemmeno un punto, perdendo la partita per 6 a 0. I Crusaders sono anche il team che ha segnato il maggior numero di punti (541) e il maggio numero di mete (71) in una stagione, quella del 2005. Inoltre sono l'unica squadra del Super Rugby ad aver vinto il titolo all'estero, nelle edizioni 2000 e 2017.
Diversi giocatori dei Crusaders (passati o presenti), inoltre, sono detentori di record: Andrew Mehrtens per il maggior numero di punti segnati in una stagione di Super 12 (206 nel 1998), Dan Carter per il maggior numero di punti segnati in una stagione di Super Rugby (221 nel 2006) e Rico Gear per il maggior numero di mete segnate in una stagione (15 nel 2005). Cinque giocatori hanno giocato più di 100 partite per la squadra: Justin Marshall, Reuben Thorne, Caleb Ralph, Greg Somerville e Leon MacDonald, mentre Wyatt Crockett con le 202 partite giocate con la maglia rossonera detiene il record assoluto della competizione ed è l'unico giocatore ad aver superato quota 200. Infine, il team ha potuto annoverare tra le sue file due giocatori dell'anno per l'International Rugby Board: Daniel Carter (2005) e Richie McCaw (2006). Nel 2005 il team realizzò il record del maggior numero di punti segnati in una stagione (541) e il maggior numero di mete (71). I Crusaders detengono però anche il record negativo, condiviso con altre 6 squadre, del minor numero di punti segnati in un match, non riuscendo a segnare nemmeno un punto nella quarta partita di super 14 2009 terminata contro gli Highlanders terminata 6 a 0.
Diversi giocatori hanno raggiunto Record personali quando giocavano con i Crusaders. I più importanti sono quelli raggiunti da Andrew Mehrtens e Dan Carter. Il primo detiene il record per il maggior numero di punti segnati in una stagione(1998) di super 12 (206) il secondo per il maggior numero di punti segnati in un campionato di super 14 (221). Mehrtens detiene anche il record di maggior numero di punti segnati, in totale, in qualsiasi dei due tornei di Super rugby (990). Rico Gear invece, realizzò il maggior numero di mete in una stagione (15) nel 2005. Nel decimo match del 2007 con la vittoria per 53 a 0 su Western Force i Crusaders divennero il primo team ad arrivare alla centesima vittoria nella storia del Super rugby.